# Chamar-Daban
Der Chamar-Daban (russisch Хамар-дабан; auch Chamar-Daban-Gebirge) ist ein maximal 2995 m hohes Hochgebirge südlich des Baikalsees in der Republik Burjatien und in der Oblast Irkutsk im Süden Sibiriens.

## Geographie
Der Chamar-Daban liegt administrativ zum größten Teil in Burjatien, nur ein kleiner Teil im Nordwesten gehört zur Oblast Irkutsk. Das Gebirge erstreckt sich unmittelbar südlich des Baikalsees über 420 km in West-Ost-Richtung und ist bis zu 65 km breit. Es stellt eine Fortsetzung des Ostsajan-Gebirges dar und ist im Nordwesten von diesem durch das Tunkabecken getrennt. Nordöstlich des Flusses Selenga schließt sich das Ulan-Burgasy-Gebirge an. Die größten Höhen erreicht das Gebirge im Westteil und der höchste Gipfel ist mit 2995 m der Baischint-Ula. Ansonsten überwiegt mittelgebirgsartiges Relief.

## Geologie
Das Gebirge ist aus kristallinen Schiefern, Gneisen, Basalten und Kalkstein gebildet, die vielerorts von Granitintrusionen durchbrochen werden.

## Vegetation
In den Wäldern der tieferen Lagen überwiegen Sibirische Zirbelkiefern (Pinus sibirica) und andere Kiefern sowie Tannen. Die Waldgrenze liegt in Höhen von 1.500 bis 1800 m.

## Tourismus
Dank der verhältnismäßig verkehrsgünstigen Lage (die Transsibirische Eisenbahn verläuft am Fuß des Gebirges entlang des Baikalseeufers) und der geringen Breite und damit für Sibirien kleinen Entfernungen ist der Chamar-Daban ein beliebtes Ziel für Trekking- und Kanutouren (z. B. Temnik, Sneschnaja).

## Unglück 1993
Im August 1993 ereignete sich ein Bergunglück, bei dem sechs Mitglieder einer siebenköpfigen Wandergruppe unter der Leitung von Lyudmila Korovina unter mysteriösen Umständen starben. Valentina Utochenko war die einzige Überlebende. Spätere Autopsien fanden bei den verstorbenen Mitgliedern der Wandergruppe Anzeichen von Unterkühlung und Proteinmangel.